# Laboratório Nacional de Luz Síncrotron
O Laboratório Nacional de Luz Síncrotron (LNLS) é uma instituição brasileira de pesquisa em física, biologia estrutural e nanotecnologia desenvolvendo projetos nas áreas de Física, Química, Engenharia, Meio Ambiente e Ciências da Vida. Projetado em 1983, entrou em funcionamento em 1997 e está localizado no distrito de Barão Geraldo, no município de Campinas, no estado de São Paulo.
O LNLS integra o Centro Nacional de Pesquisa em Energia e Materiais (CNPEM) com outros três laboratórios nacionais: o Laboratório Nacional de Biociências (LNBio), o Laboratório Nacional de Ciência e Tecnologia de Bioetanol (CTBE), e o Laboratório Nacional de Nanotecnologia (LNNano).

## Aceleradores de partículas
Aceleradores de partículas são equipamentos que fornecem energia a feixes de partículas subatômicas eletricamente carregadas. No tipo síncrotron, um campo elétrico é responsável pela aceleração das partículas (elétrons, na maioria dos casos), e um campo magnético é responsável pela mudança de direção das partículas. O funcionamento se dá através de um campo magnético que causa a deflexão da partícula para uma órbita circular, e cuja intensidade do campo é modulada de forma cíclica, mantendo assim órbitas cujo raio é bastante estável e constante, apesar do ganho de energia e massa consequentemente.

### UVX

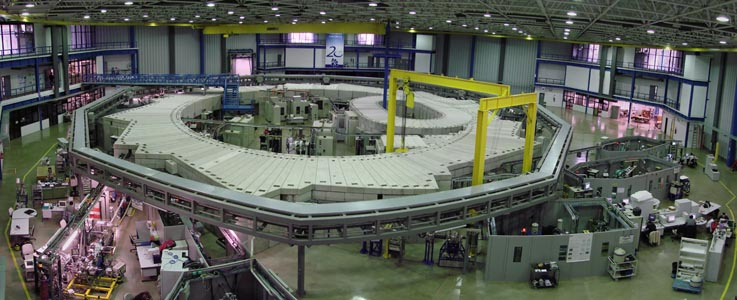
Acelerador de partículas UVX

O LNLS possui um acelerador de partículas (um síncrotron), o UVX, usado como fonte de luz que é o pioneiro desse gênero no Hemisfério Sul e foi projetado e construído no Brasil. O projeto do UVX, também localizado em Campinas começou em 1985, por iniciativa dos físicos Ricardo Lago e Ricardo Rodrigues. Foi inaugurado em 1997 com a presença do então Presidente do Brasil Fernando Henrique Cardoso.
O LNLS é uma instalação com tecnologia avançada no Brasil aberta para ser usada por pesquisadores de qualquer universidade ou empresa do país e do mundo. Era um equipamento único em toda a América Latina e raro no mundo inteiro.

### Sirius

Acelerador de partículas Sirius

No começo dos anos 2000, a tecnologia avançara e o UVX ficara obsoleto em comparação a outros síncrotrons espalhados pelo mundo. Em 2008, José Antônio Brum, diretor do LNLS entre 2001 e 2008, pediu à equipe do laboratório que desenhasse um pré-projeto do novo acelerador. A proposta foi entregue ao então Ministro da Ciência, o físico Sergio Machado Rezende, durante uma visita ao laboratório.
O Novo laboratório de luz síncrotron 4G, Sirius, foi construído no mesmo local e sua primeira linha de luz, Manacá, foi inaugurada em 2020. O novo acelerador de partículas tem 235 metros de diâmetro e emitância de 0,27 nanômetros-radianos.

## Representação na cultura
- Sediou parte das gravações do filme brasileiro O Homem do Futuro, de 2011 do diretor Cláudio Torres.[9]